# Aldina macrophylla
Aldina macrophylla är en ärtväxtart som beskrevs av George Bentham. Aldina macrophylla ingår i släktet Aldina och familjen ärtväxter. Inga underarter finns listade i Catalogue of Life.